# 시대착오

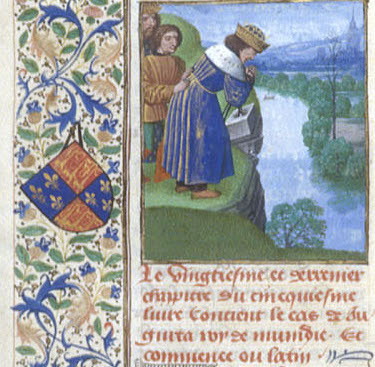
누미디아 왕 유구르타를 중세 프랑스 왕처럼 그린 중세 채식필사본.

시대착오(時代錯誤, anachronism 아나크로니즘[*])란 사람, 사건, 사물, 언어, 실천 등 역사적 요소들을 묘사하는 한 장면에서 그 요소들의 역사성이 일관되지 않고 서로 다른 시대의 요소들이 혼재하고 있는 것을 말한다. 대개 고증에 맞지 않는 물건이 전형적인 시대착오의 사례이지만, 그 밖에도 언어생활, 기술 수준, 철학적 사상, 음악 스타일, 자재, 동식물, 관습, 기타 특정한 시대를 특징지을 수 있는 모든 요소가 시대착오의 대상이 될 수 있다. 대표적으로, 공룡과 원시인이 나란히 살고 있는 영화들이 많이 나와 있지만, 실제로는 공룡과 원시인이 살던 시대는 수백만 년이나 차이가 있다.
시대착오는 의도적인 것일 수도 있고, 의도적이지 않을 수도 있다. 의도적인 시대착오는 현대인 독자-관객-청중이 역사적 시대에 더 쉽게 몰입하도록 돕기 위해 예술ㅈ작품에 도입된다. 시대에 따라 언어가 끊임없이 변해 왔지만, 역사 소설의 등장인물들은 모두 현대어로 말하는 것이 그 예다. 또한 희극적 효과나 충격을 주기 위한 목적으로 의도적으로 사용될 수도 있다. 의도하지 않은 시대착오는 작가가 역사에 대해 무지할 때 발생할 수 있으며, 흔히 고증 오류라고도 한다.

## 같이 보기
- 복고미래주의
- 스큐어모피즘
- 스팀펑크
- 휘그사관